# Porta Collina
La Porta Collina era una porta nelle Mura serviane di Roma, distrutta a fine XIX secolo, da cui uscivano le vie Nomentana e Salaria.

## Storia
Si trovava all'incirca all'incrocio tra le attuali via Goito e via XX Settembre, sotto l'angolo del Palazzo delle Finanze, per la cui costruzione i resti della porta furono demoliti nel 1872. Significativo è il commento che ha lasciato, in proposito, il Lanciani, testimone dei pesanti interventi urbanistici attuati per il piano regolatore della nuova Capitale: “Per quanto importanti possano essere questi lavori non potranno mai compensare la distruzione seguita contemporaneamente delle mura di Servio: rovina venerabile la quale dopo sfidata per 25 secoli l'azione devastatrice del tempo e degli uomini, costringe ora i demolitori a ricorrere alla forza della polvere da sparo”.
In effetti, la porta Collina era stata testimone, nei secoli, di moltissimi degli eventi che hanno segnato la storia militare e politica di Roma. Teatro di battaglie di antiche guerre contro Galli, Sabini ed Etruschi, l'avvenimento più noto fu quando nel 211 a.C., nel pieno della seconda guerra punica, Annibale, posto l'accampamento a 3 miglia di distanza, sull'Aniene, si avvicinò con 2.000 cavalieri numidi alla porta e arrivato fino al “punto più vicino che poteva raggiungere, contemplava a cavallo le mura e il sito della città”. Ma da qui erano anche passati, nel 390 a.C., quei Galli che, saccheggiata Roma, si erano spinti fin sul Campidoglio. E ancora prima, nel 508, durante le guerre etrusche dell'ultimo periodo monarchico, Porsenna, re di Chiusi, aveva posto in questa zona l'assedio alla città, e vi si combatté prima che l'eroico atto più o meno leggendario di Muzio Scevola convincesse il nemico a chiudere le ostilità. Qui erano arrivati i Sabini nel 284, i Fidenati e i Veienti nel 319 e i Prenestini nel 376. Qui, nell'82 a.C., si combatté la battaglia di Porta Collina, in cui Silla annientò l'ultima resistenza dei partigiani di Mario. Sempre dalla porta Collina nel 449 entrò l'esercito plebeo in rivolta che, attraversata tutta l'Urbe, arrivò fino all'Aventino dove già si era radunato l'altro esercito plebeo: era la “seconda secessione plebea” e si lottava per la difesa dei diritti del popolo, contro i decemviri e per vendetta contro le offese di Appio Claudio; i due eserciti riuniti, accompagnati da metà della popolazione, uscirono poi di nuovo dalla porta Collina per asserragliarsi sul Monte Sacro (sul quale si erano già rifugiati nel 494 durante la prima secessione), dove aspettarono che il Senato ristabilisse finalmente l'istituto del tribunato della plebe ed abolisse l'odiato strapotere dei decemviri.

## Descrizione
La porta Collina, come anche la Viminale, l'Esquilina e la Querquetulana, risalgono quindi a un periodo molto antico, circa un paio di secoli precedente a quello della costruzione delle mura serviane. Sembra infatti che le quattro porte originarie si possano far risalire all'ampliamento della città operato dal re Servio Tullio, che comprese nel territorio dell'Urbe, oltre alle alture già inserite tra gli iniziali sette colli, anche il Quirinale (Collis Quirinalis), il Viminale, l'Esquilino e il Celio (Querquetulanus, cioè coperto di boschi di querce). Della stessa epoca è ovviamente anche il primo baluardo difensivo che le collegava tra di loro. Del resto tutta la parte nord dell'antica Roma, essendo completamente pianeggiante, era la più esposta e di conseguenza si era dovuto provvedere, fin dai tempi della monarchia, a proteggerla con la massima cura, con la costruzione dell’agger lungo tutto il tratto dei circa 1.300 m dalla Porta Collina all'Esquilina.
Un indizio dell'antichità di queste porte è fornito, secondo gli studiosi, anche dal loro nome, che deriva direttamente da quello dell'altura cui davano accesso, anziché essere l'aggettivazione di qualche monumentalizzazione (templi, altari, ecc.) lì presente, che non può che essere successiva all'inglobamento dell'area nel perimetro urbano.
La struttura della porta, almeno nella forma più antica, era molto semplice, costruita in blocchi di tufo. La sua delicata posizione strategica suggerì di difenderla con un alto muraglione e una torre massiccia.
Dalla Porta Collina uscivano le vie Salaria e Nomentana, in prosecuzione del vicus Portae Collinae che scendeva direttamente dal colle Quirinale. Tutta l'area intorno alla porta era tristemente nota come il “campus sceleratus”, dove venivano sepolti i condannati a morte e le Vestali ree di non aver osservato il voto di verginità. La prima di cui si abbia notizia fu la Vestale Minucia, nel 336 a.C.: la pena per loro era di essere sepolte vive, come raccontano Plutarco, Fedro e Pomponio Leto.
Nel 1996 sono stati effettuati nuovi scavi archeologici nell'area posta all'incrocio tra via Goito e via XX Settembre, dove si trovano le tracce di ciò che rimane della porta Collina. La ristrettezza del saggio di scavo non ha potuto mettere in luce le fondazioni della porta e del tratto di mura a essa connesso; inoltre, la parte inferiore delle mura è risultata coperta da uno strato composto da limo, ghiaia, frammenti ceramici sporadici e frammenti di tufo, che ricopriva anche la trincea di fondazione. Questo strato poteva avere una funzione di piccolo contrafforte interno alle mura stesse, una sorta di ridotto aggere di contenimento. Sono anche state messe in luce due strutture quadrangolari, interpretate dagli archeologi come bastioni a ulteriore difesa della porta, al centro dei quali passava il Vicus Portae Collinae. Al momento si tratta comunque solo di interpretazioni, in quanto la situazione è tuttora dibattuta.